# جامايكي لبناني
الجامايكي اللبناني هو مواطن جامايكي من أصل لبناني. يقدر عددهم بعشرين ألف شخص. وكان اللبنانيون هم من عرفوا البلاد على الخبز المسطح والذي يسمى الخبز السوري وأصبح من طعامهم الدائم. ومن العائلات اللبنانية في جامايكا: عمار، أذان، دبدوب، فاضل، فعاني، حداد، حاماتي، حنا، عيسى، كرم، خليل، خوري، محفوض، مطر، شقير، مروزقة، سليم، يونس وذيادة.